# Sára Salkaházi
Beata Sára Salkaházi nata Sarolta Klotild Schalkház (Košice, 11 maggio 1899 – Budapest, 27 dicembre 1944) fu una suora cattolica che salvò la vita di un centinaio di ebrei durante la seconda guerra mondiale e per questo subì il martirio. È stata beatificata il 17 settembre 2006.

## Biografia

### Gioventù
Salkaházi nacque a Košice l'11 maggio 1899, da una famiglia borghese di origini tedesche. Da giovane svolse molti lavori, incluso quello di rilegatrice, di reporter e editrice di quotidiani. In questi anni, la sua vita era tutt'altro che religiosa, essa propendeva per l'Ateismo. Prima di diventare suora si fidanzò, ma ruppe presto il fidanzamento.

### Vita Religiosa
Sára Salkaházi prese i voti nelle Suore del Servizio Sociale nel 1930. Il suo sogno era di partire come missionaria in Brasile, ma rimase un sogno perché, all'inizio si ritenne che avesse un carattere "difficile", e dopo, a causa dello scoppio della seconda guerra mondiale.
Durante gli ultimi mesi della seconda guerra mondiale, aiutò a trovare rifugio a centinaia di ebrei in un edificio appartenente alle Suore del Servizio Sociale nella capitale dell'Ungheria, Budapest. Come sorella responsabile della casa, fece una promessa segreta a Dio in presenza del suo superiore: di essere pronta al proprio sacrificio nel caso in cui questa sua scelta avesse danneggiato le sue Sorelle. Questo fatto e il testo della promessa sono conservati tuttora nel suo diario.

### Martirio
Fu denunciata alle autorità da una donna che lavorava nella casa delle Suore del Servizio Sociale, fu catturata, insieme agli ebrei che nascondeva, dai membri del partito nazionalsocialista ungherese. Salkaházi era fuori dalla casa nel momento in cui i nazisti fecero irruzione e poteva scappare, ma decise di tornare. I prigionieri furono portati sulle rive del Danubio, e spararono loro insieme a quattro donne ebree e un cristiano che non faceva parte dell'ordine. Il suo corpo non fu mai ritrovato. L'uccisione venne scoperta nel 1967.
Le sue gesta d'aiuto nei confronti degli ebrei ungheresi vennero riconosciuti nel 1972 da Yad Vashem quando fu nominata dalla figlia di una delle donne ebree che Sára stava nascondendo e che fu uccisa al suo fianco. Viene ora annoverata tra i Giusti tra le nazioni.

## Beatificazione
Il 17 settembre del 2006, suor Sára fu beatificata in una proclamazione di papa Benedetto XVI, letta dal cardinale Péter Erdő durante una Celebrazione Eucaristica fuori dalla Basilica di Santo Stefano a Budapest, che disse: «Essa si offrì di assumersi il rischio per i perseguitati [...] in tempi di grande paura. Il suo martirio è ancora attuale... e ci regala le fondamenta della nostra umanità». Questa è la prima beatificazione in Ungheria dopo quella di Re Stefano I nel 1083 unitamente a quella di suo figlio Imre e del vescovo italiano Gerardo Sagredo, che convertivano gli ungheresi alla Cristianità. Se Salkaházi sarà canonizzata, sarà la prima donna ungherese non appartenente alla famiglia reale a essere proclamata santa.
Parlando alla Messa, il rabbino József Schweitzer disse di suor Sára: «So per esperienza personale [...] quanto pericoloso ed eroico era in quei tempi aiutare gli ebrei e salvarli dalla morte. Essa ha rispettato il comandamento dell'Amore fino alla morte.»